# Martha E. Bernal
Martha E. Bernal (San Antonio, Texas 3 de abril de 1931 - Arizona  28 de septiembre de 2001) fue una psicóloga, académica e investigadora mexicoamericana. Reconocida por sus trabajos para el desarrollo de la identidad étnica de los niños y por sus investigaciones en la formación de psicólogos de minorías. 

## Biografía
Martha E. Bernal hija de inmigrantes mexicanos durante su formación educativa recibió un trato discriminatorio por su origen latino. En la primaria le prohibían hablar español y durante toda su formación profesional, tuvo que vencer obstáculos y violencias ya que a las mujeres en esa época no se les permitía ingresar a estudios más avanzados a personas de origen, Estudió psicología en el Texas Western College en 1952, inició con psicología infantil y después se especializó en estudios sobre el comportamiento y el desarrollo.
Realizó el posgrado en Artes en la Universidad de Siracusa en 1955 y el doctorado en psicología clínica en la Universidad de Indiana en Estados Unidos en el año de 1962. Fue la primera mujer con ascendencia mexicana en obtener un posgrado doctorado en psicología. Se destacó por ser la principal investigadora en el campo y formación de psicólogos de minorías.
Escribió los libros American Psychologist y The Counseling Psychologist, 
Impulsó la creación de la Asociación Nacional Hispana de Psicología en el año de 1979. Realizó estudios de investigación postdoctoral en la Universidad de California en Los Ángeles , y fue docente en la Universidad de Arizona. 

## Premios y contribuciones
Como parte de sus contribuciones se encuentra el planteamiento de intervenciones más éticas y empíricamente válidas para el tratamiento infantil. Así como la visibilización y erradicación de los prejuicios étnicos.
Recibió diversos premios entre los que destaca el premio de la División 45 por la asociación estadounidense de psicología, en 1979 Premio del Servicio Nacional de Investigación del Instituto Nacional de Salud Mental. 
Falleció en Black Canyon Arizona por un cáncer de pulmón. 